# K'ak' Tiliw Chan Yopaat
K'ak' Tiliw Chan Yopaat, (anteriormente conocido como Cielo Cauac, Cielo Kawak, Buts’ Tiliw y Butz’ Ti’liw) fue el líder más grande de la antigua ciudad-Estado maya de Quiriguá.

## Reinado
K'ak' Tiliw Chan Yopaat gobernó la ciudad de 724 a 785 d. C. El acontecimiento más importante de su reinado -y de la historia de Quiriguá- se produjo en el año 738 (9.15.6.14.6 en el calendario maya), en que sus tropas derrotaron a la ciudad de Copán. El gobernante de Copán, Uaxaclajuun Ub'aah K'awiil (anteriormente conocido como «18 Conejo») fue capturado y posteriormente decapitado.
Antes de la acción audaz de K'ak' Tiliw Chan Yopaat, Quiriguá había sido un vasallo de Copán.La derrota de Copán llevó a su declinación y marcó también el inicio de una edad de oro para Quiriguá. Durante los próximos 38 años, canteros de Quiriguá crearon zoomorfos y estelas en celebración de su legendario rey. Quiriguá se convirtió en una ciudad totalmente autónoma que controlaba la principal ruta comercial del Caribe hacia el mundo maya.